# Молино Теренцано (Лоди)
Молино Теренцано је насеље у Италији у округу Лоди, региону Ломбардија.
Према процени из 2011. у насељу је живело 27 становника. Насеље се налази на надморској висини од 64 м.